# موخینو (استان آمور)
موخینو (به لاتین: Mukhino) یک منطقهٔ مسکونی در روسیه است که در استان آمور واقع شده‌است.